# European Journal of Philosophy
El European Journal of Philosophy es una revista académica de filosofía revisada por pares y publicada trimestralmente por Wiley-Blackwell. Fue establecido por Mark Sacks en 1993 y el actual editor en jefe es Joseph K. Schear.

## Comité editorial
Los miembros actuales del comité editorial de la revista son: 
- Barbara Carnevali, École des Hautes Études en Sciences Sociales, París, Francia
- Dina Emundts, Freie Universität Berlín, Alemania
- Andrew Huddleston, Universidad de Warwick, Reino Unido (también editor de reseñas de libros)
- Jessica Leech, King's College de Londres, Inglaterra
- Wayne Martin, Universidad de Essex, Inglaterra
- Christoph Menke, Universidad Goethe, Frankfurt, Alemania
- Frederick Neuhouser, Barnard College, Universidad de Columbia, Nueva York, EE. UU.
- Ursula Renz, Universidad de Graz, Austria
- Beate Rössler, Universidad de Amsterdam, Países Bajos

## Artículos notables
La revista enumera los siguientes artículos como sus "artículos principales": 
- Habermas, Jürgen (2006). «Religion in the Public Sphere». European Journal of Philosophy 14: 1. doi:10.1111/j.1468-0378.2006.00241.x.
- Williams, Bernard (2009). «Life as Narrative». European Journal of Philosophy 17 (2): 305. doi:10.1111/j.1468-0378.2007.00275.x.
- Setiya, Kieran (2011). «Reasons and Causes». European Journal of Philosophy 19: 129. doi:10.1111/j.1468-0378.2009.00378.x.